# Puerto Rico (Bolivia)
Puerto Rico è un comune (municipio in spagnolo) della Bolivia nella provincia di Manuripi (dipartimento di Pando) con 4.760 abitanti (dato 2010).

## Cantoni
Il comune è suddiviso in 3 cantoni.
- Victoria
- Conquista
- El Carmen